# This Is Love (Film)
This Is Love ist ein deutsches Filmdrama des Regisseurs Matthias Glasner aus dem Jahr 2009.

## Handlung
Der Film wechselt zum einen mehrfach in seiner Handlung zwischen zwei Erzählsträngen hin und her, welche sich mit fortschreitender Story miteinander verbinden, zum anderen wird immer wieder durch Rückblenden in die Vergangenheit und wieder zurück gesprungen.
Der erste Erzählstrang schildert die Geschichte von zwei Freunden, Chris und Holger, die immer wieder nach Vietnam reisen, um Kinder aus der Zwangsprostitution herauszukaufen, die sie dann in Deutschland illegal an zahlungsbereite Adoptiveltern weiterverkaufen. Dies gelingt ihnen auch mehrfach, bis sie ein Mädchen namens Jenjira mit nach Deutschland nehmen, die allerdings mit einem Alter von neuneinhalb Jahren schon wesentlich älter ist als die bisherigen vermittelten Kinder. Da mehrere Vermittlungsversuche von Jenjira scheitern stehen Chris und Holger vor der Entscheidung, Jenjira entweder wieder der Kinder-Mafia in Vietnam auszuhändigen oder aber schnellstens den noch ausstehenden Geldbetrag aufzutreiben. Letztendlich kommt es zum Bruch der Freundschaft der beiden und Chris und Jenjira fliehen vor der Mafia. Mehr und mehr entwickelt sich eine verhängnisvolle Zuneigung und unmögliche Liebe zwischen den beiden, welche zwangsläufig im Chaos enden muss.
Der zweite Erzählstrang handelt von der Kommissarin Maggie, die seit dem spurlosen Verschwinden ihres Mannes vor 16 Jahren nichts unversucht gelassen hat: Viele Jahre der verzweifelten Suche nach ihrem Mann werden plötzlich auf Grund einer schockierenden Erkenntnis durch Selbstmitleid und Alkohol abgelöst, dem sie mehr und mehr verfällt. Wie sich jedoch zunehmend herausstellt ist sie selbst nicht ganz unschuldig am Verschwinden ihres Mannes, dies beichtet ihr eines Tages auch ihr engster Kollege. Immer mehr wächst die Erkenntnis der eigenen Schuld und der Unumkehrbarkeit bestimmter Dinge im Leben. Ein starkes Gefühl von Gleichgültigkeit macht sich breit und das einzige was Maggie auf ihrer Arbeit überhaupt noch interessiert, ist die seltsame Verbindung zwischen einem Mann (Chris), der nach einem Selbstmordversuch in Polizeigewahrsam kommt, und einem jungen asiatischen Mädchen, das wie vom Erdboden verschluckt zu sein scheint.

## Auszeichnungen
Prädikat: Besonders wertvoll.
Der Film lief 2009 auf dem San Sebastián Filmfestival in der Official Selection Competition.
Corinna Harfouch wurde beim Deutschen Filmpreis 2010 für die beste weibliche Hauptrolle nominiert.
Saskia Marka (ehemals Saskia Rüter), Geschäftsführerin des Berliner Unternehmens Untitled, wurde 2010 vom New Yorker Type Directors Club als erste Deutsche mit einem TDC Award für ihr Titeldesign zum Film ausgezeichnet.

## Kritik
„[…] Die erzählerischen Zeitsprünge sowie die intensive Farbgebung und eine herausragende Kameraarbeit geben dem Drama seine atmosphärische Spannung, die bis zum Schluss eng an die beiden selbstzerstörerischen Grenzgänger bindet. Intensives Ausnahme-Kino!“

„Eindringliches Drama um zwei von der Liebe verwundete Menschen, das zur Auseinandersetzung herausfordert. […] Matthias Glasners […] schonungsloses Drama mit Höchstleistungen von Corinna Harfouch und Jens Albinus.“

„Ein drastischer Liebesfilm. Das Geflecht aus Zeitebenen, Handlungssträngen, Wahrheit, Verdacht, Wahnsinn und Einsamkeit trifft Protagonisten wie Zuschauer mitten ins Herz und wirkt lange nach. […] Diese künstlerische Gesamtleistung verdient das Prädikat besonders wertvoll.“

„Dramaturgisch zähes, aus zwei Perspektiven elliptisch aufgerolltes Psychogramm zweier von inneren Dämonen gejagter Menschen. Der provokative Film über die dunklen Seiten der Liebe entpuppt sich als prätentiöses Konstrukt, indifferent gegenüber den thematisierten Grenzüberschreitungen.“

„[…] Glasners Nachfolgefilm [ist] – wenn auch unter Vorbehalt – unbedingt sehenswert. Glasner löst die eingeführten Beklemmungen nämlich auch diesmal nicht auf. ‚This Is Love‘ ist ein Lazarett psychisch Versehrter. Trost gibt es nicht, ein Entrinnen ebensowenig und die warmen Momente sind Katalysator der fortschreitenden Zerrüttung. Liebe ist immer ein ‚aber‘ und ‚trotzdem‘, ist immer ambivalent, wie die bitterschöne Schlusseinstellung bezeugt. Wo der Titel Eindeutigkeit impliziert, zeigt der Film Abweichung und Anormalität. So bietet allein schon der Titel nach Sichtung des Films großartigen Stoff zur Diskussion.“

„Dieses psychologisch gewagte und perfekt inszenierte und fotografierte Drama mit großen schauspielerischen Leistungen geht unter die Haut.“